# Fjallið (Gjógv)
Fjallið è una montagna alta 469 metri sul mare situata sull'isola di Eysturoy, nell'arcipelago delle Isole Fær Øer, in Danimarca.